# 寒河江城
寒河江城（さがえじょう）は、出羽国村山郡寒河江荘（山形県寒河江市）にあった日本の城。

## 概要

### 歴史

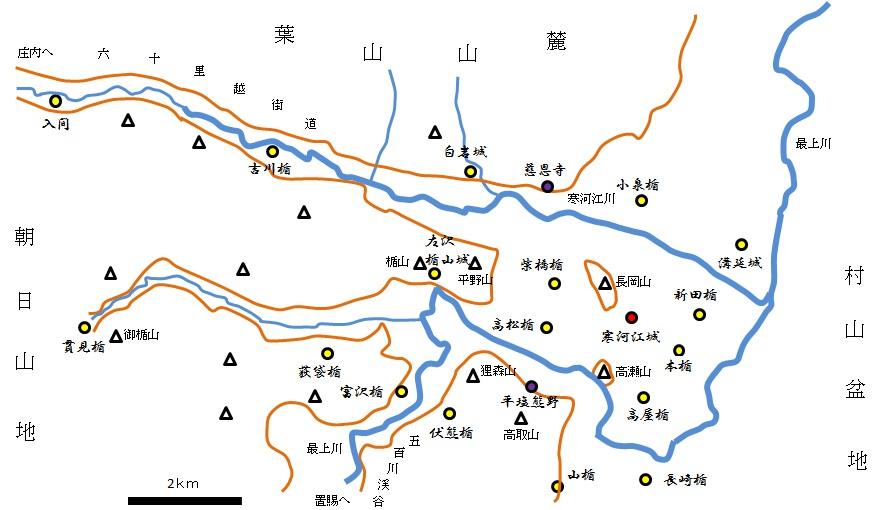
寒河江城及び支城と周辺地形

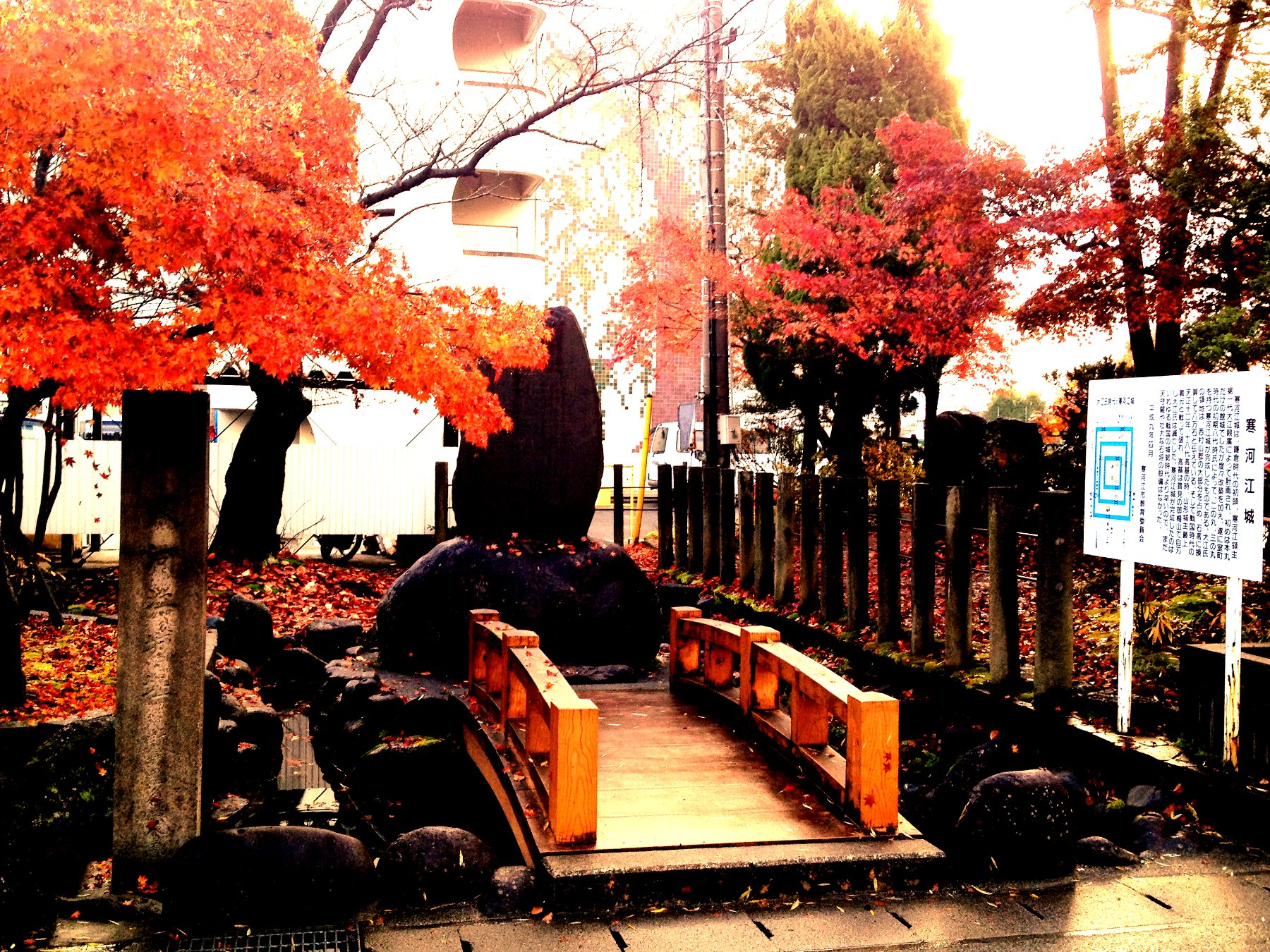
寒河江城址（2013）

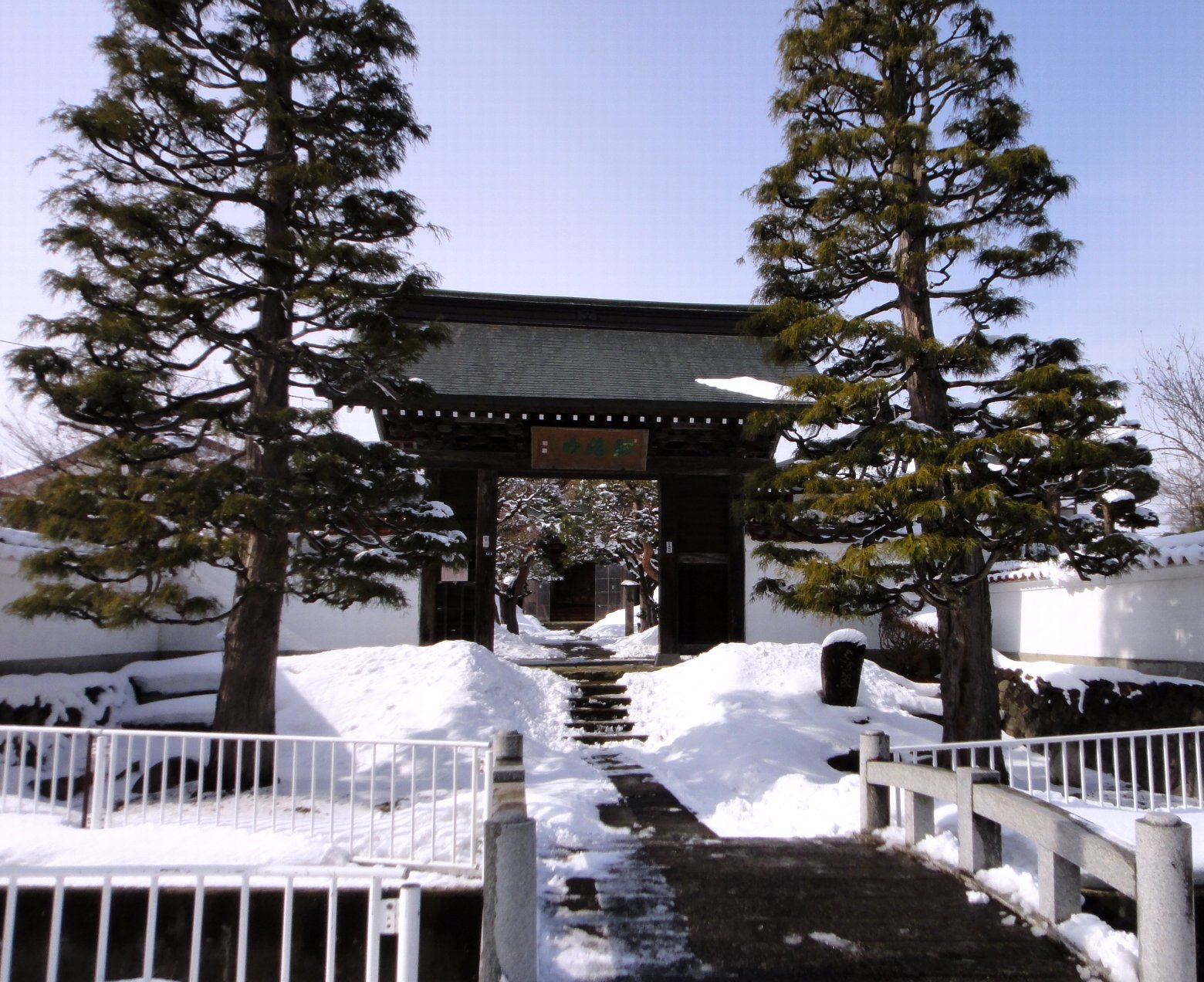
澄江寺に移築された辰巳門（2014）

現在の寒河江城のある地域（寒河江市丸内）に最初に館を建てたのは大江広元の嫡男大江親広だったとされる。親広は承久3年（1221年）承久の乱において後鳥羽上皇の側に付き、敗れると寒河江荘に潜居したという。貞永元年（1232年）御成敗式目が制定され鎌倉幕府の勘気が解かれると寒河江荘内楯（現寒河江市丸内）に館を建てたという。
寒河江城を城として整備したのは寒河江大江氏として初めて寒河江氏を名乗った寒河江時氏とされる。築城年代は南北朝時代末期から室町時代初期にかけてであり、当初は方形単郭の平城であった。その後城の拡大に合わせて二の堰の開削が行われると二の丸・三の丸が築造され、天文3年（1534年）制作（天正4年（1576年）銘）『寒河江城古絵図』によれば三重の堀を持つ連郭式平城となった。この時の規模は、本丸：東西110m南北180m、二の丸：東西250m南北330m、三の丸：東西400m南北550mというもので、濠の内回りには土塁が築かれていた。濠幅は広いところで十二間あり、本丸には2つ・二の丸には3つ・三の丸には5つの門が存在した。さらに三の丸濠の東側と西側に川を巡らせ堀を補っている。二の丸・三の丸には重臣の屋敷を配し、二の丸の東北隅（鬼門）には祈祷寺として真言宗惣持寺を、三の丸東北隅には薬師堂を配置した。現在も残る七日町（寒河江市七日町）、十日市町（寒河江市南町十日市場）などは寒河江城を中心として城下町が形成された名残である。
永禄3年（1560年）最上義守・義光に攻められるが撃退する。最上氏の拡張戦略はこの敗北で一時頓挫することになる。しかし、天正2年（1574年）最上氏の内訌である天正最上の乱に巻き込まれた寒河江氏は、天童氏・白鳥氏・蔵増氏・野辺沢氏、さらには同族の白岩氏・溝延氏・左沢氏により攻められ、本丸を残して攻め崩されてしまう。天正12年（1584年）寒河江氏が最上氏によって滅ぼされると当初義光の直轄地であったが、文禄年間（1592年～1596年）嫡男最上義康に与えられた。慶長5年（1600年）の慶長出羽合戦では城主義康が伊達氏への救援要請や米沢からの上杉軍主力との対決のため留守にし、長崎中山氏が守るが庄内上杉軍によって攻め落とされる（『上泉泰綱九月十八日書状』）。一方、直江兼続別働隊が白鷹から八沼城を落とし左沢に進出した後、山野辺で本隊と合流している。9月29日関が原の敗報に触れた本隊は10月1日撤退を開始し、寒河江城の庄内勢も引き上げた（『最上義光十月朔日書状』）。その後慶長7年（1602年）頃から弟家親が城主となり、慶長14年～15年（1609年～1610年）頃家親が山形城に移ると、旧寒河江氏家臣の寒河江肥前が2万7,000石で在城した。慶長19年（1614年）最上義光が病死し寒河江肥前が殉死すると最上氏蔵入り地となった（この後寒河江肥前は南館（山形市）7,000石となる（殉死した寒河江肥前の息子か））。元和8年（1622年）に最上氏が改易になると鳥居氏の預かりとなるが元和9年（1623年）から翌寛永元年（1624年）にかけて本丸を残して堀を埋め、土塁を崩した。享保8年（1723年）の古地図（『寒河江本郷六ヶ村絵図』）には本丸の堀や土塁が描かれていることを確認することができる。
現在は跡地の大部分が寒河江市立寒河江小学校および住宅地となっており、わずかに石碑と堀跡を残す。また、三の丸にあった辰巳門（東南方）が澄江寺の山門として移築されている。

### 歴代城主
寒河江氏（相続年 - 交代または死亡年）
- 初代　寒河江時氏：文中2年（1373年） - 元中2年（1391年）?。寒河江城を城として整備したという。
- 2代　寒河江元時：元中2年（1391年） - 文安5年（1448年）。人質として鎌倉で9年を過ごす。応永9年（1401年）伊達氏苅田城攻めに兵を送る（『戸沢家譜』）。
- 3代　寒河江元高：文安5年（1448年） - 長禄元年（1457年）。弟全岩東純が大寧寺（山口県長門市）七世住職・瑠璃光寺二世住職を勤める。雪舟による肖像画が残る。
- 4代　寒河江高重：
- 5代　寒河江為広：長禄元年（1457年） - 文明18年（1486年）。高重の弟。伊達氏の侵攻を菖蒲沼の戦いで防ぐ。
- 6代　寒河江知広：文明18年（1486年） - 明応3年（1494年）。娘は中野氏に嫁いだとされる。大寧寺末として澄江寺建立。
- 7代　寒河江宗広：明応3年（1494年） - 永正元年（1504年）。娘は中野氏・山野辺直広に嫁いだとされる。山野辺直広との娘は最上義定の正室となる。大寧寺末として法泉寺建立。没後跡継ぎをめぐる争いが起こり、最上氏も攻め寄せるが退ける。
- 8代　寒河江孝広：永正2年（1505年） - 大永7年（1527年）。文亀3年（1503年）生。妻舘岡義輔[6]娘。15歳の時熊野に詣でる。25歳没。陽春院開基。大永元年（1521年）伊達氏の侵攻を受けるが和睦する。
- 9代　寒河江広種：大永7年（1527年） - 天文15年（1546年）。文亀元年（1501年）生。孝広の腹違いの兄。
- 10代　寒河江兼広：天文15年（1546年） - 天正3年（1575年）?[7]。享禄2年（1529年）生。妻吉川政時娘[8]・白岩宗広娘・白鳥長国娘。寒河江高基の舅。福泉寺建立。永禄3年（1560年）・天正2年（1574年）最上氏に攻められる。
- 11代　寒河江高基：天正4年（1576年）[9]? - 天正12年（1584年）。妻寒河江兼広娘。吉川宗家より入る。最上氏に攻められ自害、寒河江氏は断絶。

最上氏
- 初代　最上義康：文禄年間 - 慶長7年（1602年）ごろ
- 2代　最上家親：慶長7年（1602年）ごろ - 慶長14年（1609年）ごろ

家親以後
- 初代　寒河江肥前守：慶長15年（1610年）ごろ - 慶長19年（1614年）

### 支城
- 溝延城 - 溝延氏（一門）
- 左沢楯山城 - 左沢氏（一門）
- 白岩城 - 白岩氏（一門）
- 小泉楯
- 柴橋楯 - 柴橋氏（橋間氏）（一門）
- 高松楯（落衣館） - 高松氏（一門）
- 高屋楯 - 高屋氏（一門）
- 本楯
- 貫見楯
- 新田楯 - 公平氏（新田氏[10]、里見氏流羽川氏[要出典]?）
- 長崎楯 - 長崎中山氏（譜代）

## 所在地
- 寒河江城碑（本丸跡、二の丸跡）
山形県寒河江市丸内1丁目3−11

## アクセス
- JR寒河江駅から徒歩10分
- 寒河江ICから3km（車で10分）